# Alain Bévérini
Alain Bévérini (né à Marseille le 12 août 1940 et mort le 19 juillet 2022 à La Chartre-sur-le-Loir) est un journaliste et réalisateur français.

## Biographie
Il fait ses débuts dans les années 1960 en travaillant pour Pierre Desgraupes. Il est par la suite spécialiste cinéma au Journal de 20 heures de TF1. Il couvre le Festival de Cannes pour TF1 pendant plus de vingt ans. Il est entarté par Noël Godin lors d'une interview en extérieur de l'actrice Holly Hunter en 1993.
Après trente ans en tant que journaliste, il réalise son premier film Total Khéops en 2002.
Il a été membre du jury dans divers festivals, dont le Festival Mamers en Mars en 2012 et le Festival du film britannique de Dinard 2002.

## Filmographie
Sauf indication contraire, les informations mentionnées dans cette section peuvent être confirmées par les bases de données cinématographiques IMDb et Allociné,  présentes dans la section « Liens externes ».

### Comme acteur
- 1985 : Les Rois du gag de Claude Zidi
- 1985 : Cinématon #604 de Gérard Courant : lui-même
- 2000 : Meilleur Espoir féminin de Gérard Jugnot : le patron du théâtre
- 2002 : Total Khéops de lui-même : le journaliste de télévision
- 2004 : Le Plein des sens d'Erick Chabot

### Comme réalisateur
- 2002 : Total Khéops